# Friedrich Engels
Friedrich Engels, v českém prostředí někdy uváděný jako Bedřich Engels (28. listopadu 1820 Barmen – 5. srpna 1895 Londýn), byl německý politický filosof a ekonom, spoluzakladatel marxismu, vůdčí osobnost první i druhé internacionály. Byl osobním přítelem Karla Marxe a jeho spolupracovníkem na prakticky všech významných dílech z oblasti filosofie, ekonomie a o teorii komunismu.

## Životopis
Narodil se v rodině, která vlastnila textilní továrnu. Už na základní škole projevoval velké nadání pro jazyky, literaturu, poezii a jiná umění. Byl tělesně zdatný a celoživotně se věnoval sportu. Studoval na gymnáziu, ale studium na otcovu žádost nedokončil, aby se mohl věnovat obchodu. Po škole nějakou dobu pracoval v otcově továrně, potom u brémské obchodní společnosti. Byl velmi pracovitý, ve volném čase studoval historii, filozofii a literaturu. V roce 1839 začal spolupracovat s časopisem radikální literární skupiny Mladé Německo, kam přispíval články proti útlaku dělnické třídy a náboženskému pokrytectví boháčů (Dopisy z Wuppertalu). 
Na podzim roku 1841 odjíždí Engels do Berlína, aby tam konal vojenskou službu. Během roku, aniž by se omezoval na studium dělostřelecké techniky, navštěvuje přednášky na Berlínské univerzitě, seznamuje se s berlínskými mladohegelovci a sblížuje s nimi. Engels pravidelně navštěvoval přednášky Friedricha Schellinga na téže univerzitě. Během druhé poloviny roku 1841 a na začátku roku 1842 Engels připravuje a publikuje těsně za sebou tři práce: Schelling o Hegelovi, Schelling a zjevení a Schelling – filosof v Kristu. V těchto pracích, napsaných z pozic mladohegelovství a uveřejněných částečně anonymně, částečně pod pseudonymem, kritizuje Engels Schellinga za to, že se vzdal principů rozumu a vědy, že hlásá mystické zjevení a že otrocky slouží absolutismu. Engels pokládá Schellinga za zrádce věci boje za svobodu, kterou hájil ve svých mladých letech. Tehdy věřil v sílu lidského rozumu, v sociální pokrok, nyní však podřizuje rozum a filozofii náboženství a pokládá za zdroj pravdy zjevení.
Tendence, které se vyskytly v Engelových pracích proti Schellingovi, se rozvíjejí dále v jeho pracích z let 1841–1842. Engelsovo usilování o zdůvodnění revolučně demokratického programu, které ho přivedlo do tábora mladohegelovců, přispělo také k roztržce s „Mladým Německem“. Činitele této literární skupiny hodnotí nyní Engels jako polovičaté stoupence demokracie.
Po vojenské službě odjel do Manchesteru, kde pracoval v podniku, jehož spolumajitelem byl jeho otec. Zde se začal zajímat o životní podmínky dělníků, o místní chartistické hnutí, utopický socialismus a britskou ekonomii. Posílal své články do německých novin a v listopadu 1842 se poprvé sešel s Karlem Marxem v redakci Rheinische Zeitung v Kolíně nad Rýnem.
Roku 1844 mu vyšel v Německo-francouzských ročenkách, které vydával Karel Marx, Nástin kritiky politické ekonomie. V době pobytu v Anglii Engels dokončil již započatý příklon k materialismu a od revolučního socialismu ke komunismu. V roce 1844 Anglii opustil, navštívil Marxe a setkání s ním se změnilo v trvalé tvůrčí přátelství. Společně s ním vystoupil proti mladohegelovcům. Tomuto tématu věnovali spis Svatá rodina. V roce 1845 napsal Postavení dělnické třídy v Anglii. Ve stejném roce s Marxem vypracovali kritiku pohegelovské německé filosofie – kniha Německá ideologie.
V té době žil Engels v Bruselu a Paříži, kde společně s Marxem získal vliv ve Svazu spravedlivých, který se pod jejich vlivem přeměnil ve Svaz komunistů. Při té příležitosti sestavili Zásady komunismu, z něhož se vyvinul Manifest komunistické strany. Ten vyšel v roce 1848.
V březnu 1848 přesídlil i s Marxem do Kolína nad Rýnem, kde vydávali Neue Rheinische Zeitung. Psali články na obranu revoluce, podporovali revoluční hnutí v celé Evropě. V roce 1849 se Engels zúčastnil lidového povstání v Bádensku. Po jeho porážce se přestěhoval do Švýcarska a poté do Anglie. Vrátil se do rodinné firmy v Manchesteru, kde žil až do roku 1870.  Veškeré své zisky z podnikatelské činnosti věnoval na činnost Marxe a socialistického hnutí. V té době napsal díla Německá selská válka a Revoluce a kontrarevoluce. V důsledku revoluce roku 1848 pozměnil Engels své názory na stát a komunismus. V Manchesteru se věnoval studiu jazyků a například i vojenství. Po založení První internacionály (1864) se nemohl přímo účastnit na jejím vedení, ale problémy Internacionály řešil v korespondenci s Marxem. Během osmnácti let mu napsal 1350 dopisů, které obsahovaly úvahy o nejrůznějších otázkách. 
V roce 1870 se přestěhoval do Londýna a usadil se v Regent’s Park Road, v blízkosti bytu Karla Marxe. Každý den se navštěvovali a diskutovali. Po Marxově smrti v roce 1883 se staral o jeho rodinu a uspořádal jeho pozůstalost. Podle Marxových zápisků dokončil 2. a 3. díl Kapitálu.  Věnoval se organizační práci v Internacionále a vytvořil mnoho významných teoretických prací, mezi nimi Původ rodiny, soukromého vlastnictví a státu (1884). Na sklonku života zpracoval první program evropského odzbrojení s názvem Může Evropa odzbrojit?  Podílel se na přípravě mezinárodního socialistického kongresu v Paříži roku 1889 i na Druhé internacionále.
Friedrich Engels zemřel na rakovinu hrtanu v Londýně v roce 1895. Na přání zesnulého bylo jeho tělo spáleno a popel byl dne 27. srpna 1895 rozptýlen do moře. Stalo se tak nedaleko přímořského města Eastbourne, kam se jezdil léčit, asi pět námořních mil od pobřeží.
Pětasedmdesátiletý stařec ukončil svou velikou a požehnanou práci životní. Práce velká a požehnaná – mladý komptoarista v Manchestru z roku 1842 po smrti Marxově stal se vůdcem mezinárodní sociální demokracie, a to znamená mnohem více než dědičné funkce starého režimu. (...) Jako Marx i Engels byl filosof. Pochopili, že utlačeným a vyděděným stane se po právu, jestliže nynější společenská organisace ve svých osnovných ideách se přemění. (...) I v tom, v čem Engels se mýlil, mýlil se člověk poctivý a neobyčejný; pro lidstvo nemají význam pouze názory naprosto správné, nýbrž i částečně správné, a dokonce i pochybené mu prospívají, jestliže vytryskly z hloubi duše, bažící po pravdě a usilující o pokrok člověčenstva. A právě tu Engels je vzorem pracovníka, ano dělníka–myslitele.
Tomáš Garrigue Masaryk, Velicí mužové

## Dílo

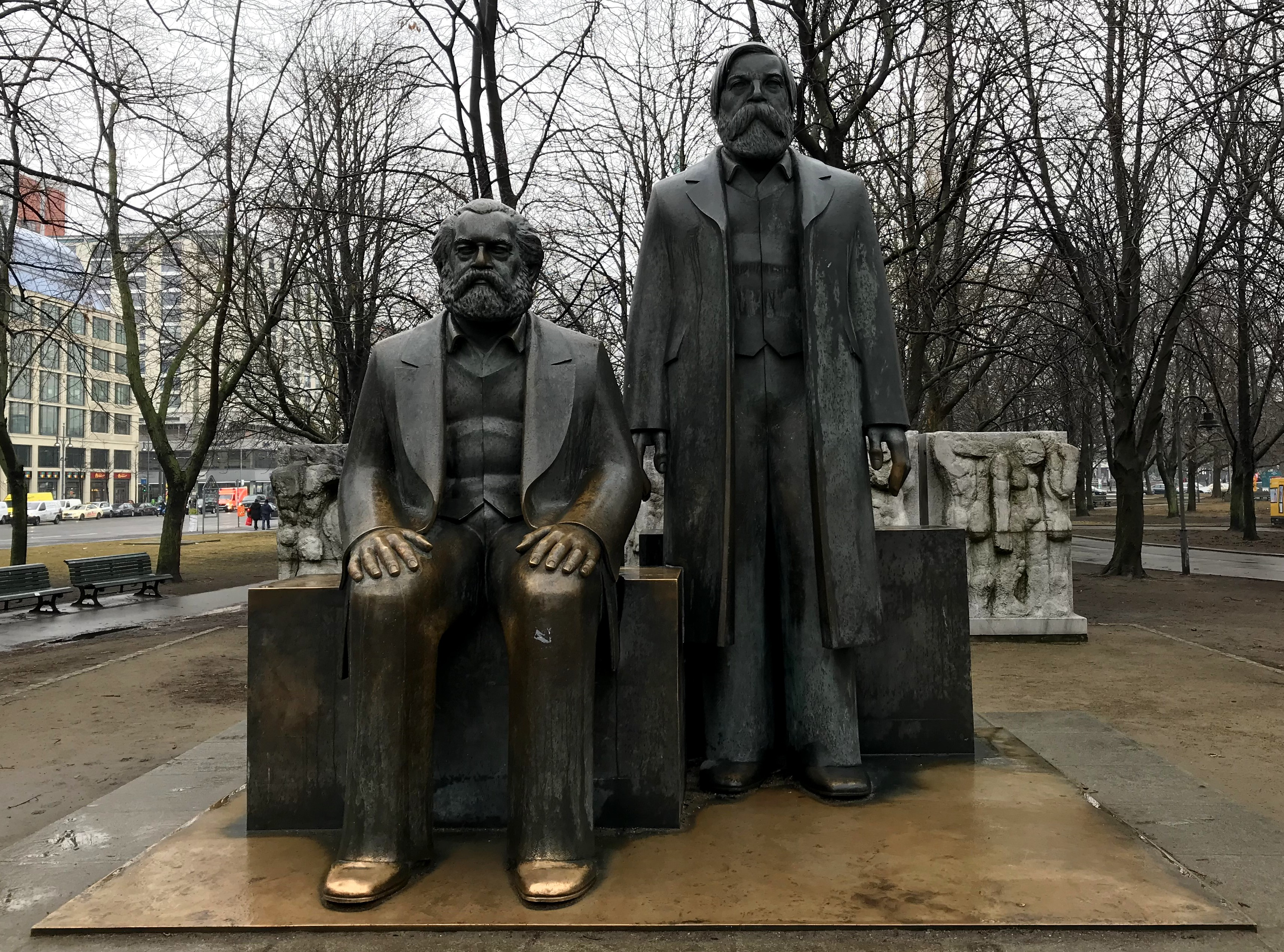
Pomník Marxe a Engelse v Berlíně

Engels patřil k nejvzdělanějším mužům své doby, měl encyklopedické znalosti, ovládal více než 20 cizích jazyků.  Zabýval se filozofií, politickou ekonomií, sociologií a politologií, ke kterým přistupoval z pozice dialektického materialismu. Poukazoval na důležitost vzájemného působení přírodních a společenských věd i filozofie historického materialismu pro jejich úspěšný vývoj.
Vybrané spisy 
- K bytové otázce (1873),
- Pana Evžena Dühringa převrat vědy (1877–1878, kritika ideologa E. Dühringa, označováno jako Anti-Dühring),
- Dialektika přírody (1873–1883, o filosofických problémech přírodních věd),
- Vývoj socialismu od utopie k vědě (1880),
- Kapitál 2. a 3. díl (1885, 1894), podle Marxových zápisků,
- Ludvík Feuerbach a vyústění německé klasické filosofie,
- Původ rodiny, soukromého vlastnictví a státu (1884).